# أولاكس بريوني
أولاكس بريوني (الاسم العلمي:Olax breonii) هو نوع من النباتات يتبع جنس الأولاكس من الفصيلة الأولاكسية.